# Joseph Flores (Politiker, 1900)
Joseph F. Flores (* 12. August 1900 in Guam; † 18. Dezember 1981) war ein US-amerikanischer Politiker. In den Jahren 1960 und 1961 war er Gouverneur von Guam.

## Werdegang
Joseph Flores wuchs in Guam auf und arbeitete als Teenager für die dort stationierte United States Navy. Während des Ersten Weltkrieges war er aktiv in der Marine, ohne aber je zu einem Kampfeinsatz zu kommen. Nach seiner Militärzeit zog er nach San Francisco, wo er seine Frau Angela heiratete. Dort stieg er auch in das Zeitungsgeschäft ein. Bis zur Weltwirtschaftskrise gab er dort die Zeitung  South of the Market Street Tribune heraus. Er blieb aber auch nach dem Ende dieser Zeitung in der Branche und verlegte weitere Zeitungen. Im Jahr 1945 war die Anzahl seiner Blätter auf fünf angestiegen.
Im Jahr 1947 kehrte Flores nach Guam zurück, wo er mit seinen Brüdern eine Importfirma gründete; 1950 kaufte er eine Zeitung der dortigen US-Marine auf und gab sie unter dem Namen Guam Daily News heraus. Damit war er der erste einheimische Zeitungsverleger in Guam. Später gab er noch andere Zeitungen heraus. Politisch schloss er sich der Republikanischen Partei an. Im Jahr 1960 wurde er von Präsident Dwight D. Eisenhower zum neuen Gouverneur des Außengebietes ernannt. Er war der erste einheimische Gouverneur von Guam, seit das Gebiet unter amerikanischer Verwaltung stand. Flores trat sein neues Amt am 9. Juli 1960 an. Dabei löste er den kommissarischen Gouverneur Marcellus Boss ab. Er setzte sich für eine eigenständigere Regierung ein und gründete einige Gesundheitszentren. Ferner forderte er auch eine Vertretung des Gebietes im Kongress. Außerdem baute er die University of Guam aus.
Nach dem Amtsantritt des demokratischen Präsidenten John F. Kennedy trat der Republikaner Flores am 20. Mai 1961 von seinem Amt zurück. Nach dem Ende seiner Zeit als Gouverneur gründete Flores zahlreiche Firmen im Bank-, Finanz- und Versicherungswesen. Auch die Guam Air Lines gehörte zu seinem Firmenimperium. Außerdem besaß er sowohl Büro- als auch Wohngebäude. Er war auch Mitglied in verschiedenen Vorständen und Aufsichtsräten.